# Lanius mackinnoni
Lanius mackinnoni е вид птица от семейство Laniidae.

## Разпространение
Видът е разпространен в Ангола, Бурунди, Габон, Екваториална Гвинея, Камерун, Република Конго, Демократична република Конго, Кения, Нигерия, Руанда, Танзания и Уганда.